# Примар
Прима́р (рум. primar) — мэр города в Румынии и Республике Молдова. Слово «примар» произошло из вульгарной латыни — «primarius».

## Республика Молдова

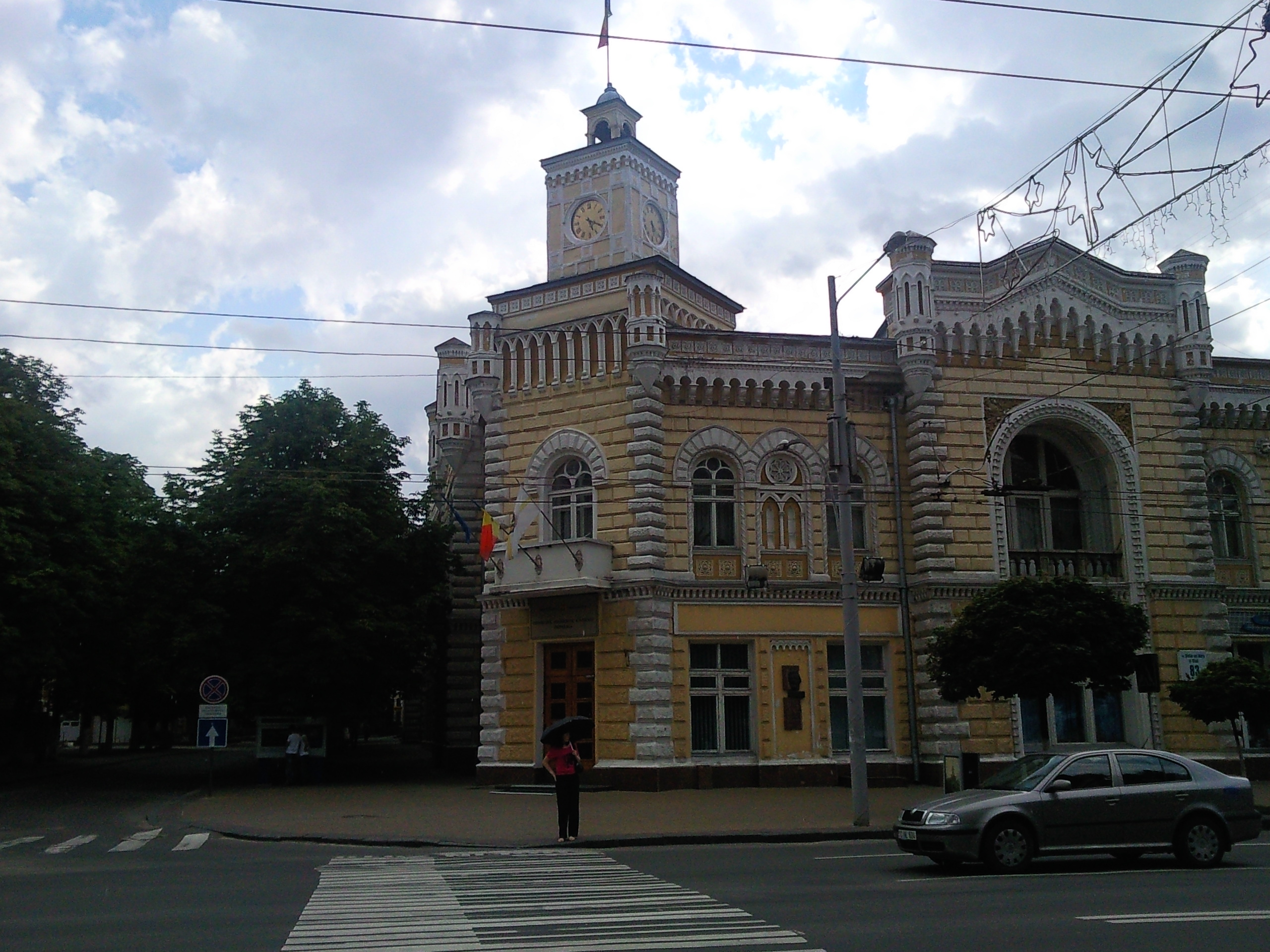
Мэрия Кишинёва

В Республике Молдова примар — представительная власть населения административно-территориальной единицы и исполнительная власть местного совета, избранная на основе всеобщего, равного и прямого избирательного права при тайном и свободном голосовании. Примары избираются в соответствии с Кодексом о выборах. Местные советы и примары действуют как самостоятельные управляющие власти и решают общественные дела сел (коммун), городов (муниципиев) в соответствии с законом.
1. Сёла (коммуны) и города (муниципии) имеют по одному примару и одному заместителю примара, муниципии Бэлць, Бендер, Комрат и Тирасполь имеют по одному примару и по три заместителя примара, муниципий Кишинэу имеет одного генерального примара и четырёх заместителей примара, избранных в соответствии с законом.
2. Города с численностью населения свыше 15 000 могут иметь, по решению соответствующего совета, двух заместителей примара. Заместители примаров сёл (коммун), городов (муниципиев) с численностью населения не более 5 000 исполняют свои обязанности, как правило, на общественных началах.
3. На заместителей примаров распространяется действие Закона о статусе местного выборного лица.

### Подтверждение законности выборов и признание мандата примара
1. Подтверждение законности выборов примара и признание его мандата осуществляются в соответствии с Кодексом о выборах.
2. Факт признания или непризнания мандата примара доводится до сведения общественности и сообщается судьёй на первом заседании совета или на его внеочередном заседании.
3. В случае непризнания мандата примара проводятся новые выборы в соответствии с Кодексом о выборах.

### Досрочное прекращение мандата примара
1. Примар осуществляет свои полномочия со дня признания его мандата до даты признания следующего мандата примара, за исключением случаев досрочного прекращения мандата. Срок полномочий примара может быть продлён органическим законом только в случаях войны или катастрофы.
2. Мандат примара досрочно прекращается в случае:
  1. его отзыва через местный референдум в соответствии с Кодексом о выборах;
  2. подачи в отставку;
  3. несовместимости должностей;
  4. невозможности исполнения им своих обязанностей на протяжении более четырёх месяцев подряд, в том числе из-за болезни;
  5. вступления в силу в отношении него обвинительного приговора;
  6. его смерти.
3. Местный совет в соответствии с Кодексом о выборах может инициировать местный референдум об отзыве примара путём тайного голосования в случае, если он совершил действия, противоречащие Конституции, нарушает или не выполняет соответствующим образом обязанности, возложенные на него настоящим законом и другими нормативными актами, что установлено вступившим в законную силу судебным решением.

### Основные полномочия примара
Исходя из компетенции административно-территориальной единицы первого уровня примар осуществляет на управляемой территории следующие основные полномочия:
1. в области обеспечения правопорядка:
  1. обеспечивает исполнение решений местного совета;
  2. обеспечивает в пределах своей компетенции соблюдение положений Конституции, законов и других нормативных актов;
  3. констатирует нарушения действующего законодательства, совершенные физическими и юридическими лицами на управляемой территории, принимает меры по их устранению или пресечению и при необходимости обращается в правоохранительные органы;
  4. обеспечивает общественный порядок через сотрудников полиции, народные дружины, аварийно-спасательную службу и органы гражданской защиты, которые обязаны незамедлительно реагировать на запросы примара в соответствии с законом;
  5. инициирует проведение местного референдума, а также других мероприятий по проведению консультаций с населением по важнейшим вопросам местного значения; принимает меры по организации выборов и референдумов;
  6. принимает предусмотренные законом меры по проведению собраний общественности, осуществляет надзор за ярмарками, рынками, парками и местами развлечений и принимает оперативные меры по обеспечению их нормального функционирования;
  7. принимает меры по запрещению или приостановлению спектаклей, представлений и других публичных манифестаций, нарушающих правопорядок или посягающих на нравственность;
  8. регистрирует общественные объединения, намеревающиеся осуществлять деятельность на территории данной административно-территориальной единицы, представляя соответствующую информацию уполномоченным органам;
  9. содействует функционированию служб регистрации актов гражданского состояния;
  10. представляет в юридических отношениях село (коммуну), город (муниципий) в качестве юридического лица;
2. в экономической и финансово-бюджетной области:
  1. представляет местному совету ежегодно или по мере необходимости отчёты о социально-экономическом положении села (коммуны), города (муниципия);
  2. координирует разработку примэрией проекта местного бюджета и составление отчёта об исполнении бюджета и представляет их местному совету на утверждение;
  3. выполняет функции главного распорядителя кредитов села (коммуны), города (муниципия);
  4. проверяет по должности или по требованию поступление средств в местный бюджет и их расходование и информирует о положении дел местный совет;
  5. организует предоставление коммунальных услуг, услуг местного транспорта, услуг по уборке отходов, службы инженерных сетей и других подобных услуг и обеспечивает их нормальное функционирование;
  6. проводит инвентаризацию и управляет, в пределах компетенции, имуществом села (коммуны), города (муниципия), относящимся к публичной и частной сферам;
  7. координирует и контролирует деятельность общественных служб, находящихся в подчинении местного совета;
  8. выдаёт разрешения, предусмотренные законом;
3. в области кадровой политики:
  1. предлагает структуру, штатное расписание, условия оплаты труда работников примэрии и представляет их местному совету на утверждение, разрабатывает и утверждает статус персонала примэрии;
  2. назначает на должность и освобождает от должности служащих примэрии, руководит их деятельностью и контролирует её, содействует профессиональному становлению и переподготовке;
  3. устанавливает полномочия заместителя (заместителей) примара и служащих примэрии;
4. в области образования, социальной защиты и здравоохранения:
  1. содействует обеспечению условий для нормального функционирования учебных заведений, учреждений культуры и здравоохранения, обслуживающих соответствующий населённый пункт;
  2. осуществляет от имени местного совета опеку и попечительство и контролирует деятельность опекунов и попечителей;
  3. организует и контролирует выполнение мер по социальной защите и социальной помощи;
  4. координирует деятельность по социальной защите детей, многодетных семей, престарелых, инвалидов, других категорий социально уязвимых лиц, поддерживает деятельность общественно полезных общественных объединений, функционирующих на территории села (коммуны), города (муниципия);
  5. обеспечивает реализацию национальных и местных программ по использованию рабочей силы, созданию новых рабочих мест и организации платных общественных работ;
5. в области экологии и обустройства территории:
  1. обеспечивает разработку генерального градостроительного плана и документации по градостроительству и обустройству территории, представляет их на утверждение местному совету согласно закону;
  2. обеспечивает выполнение общественных работ согласно проектной документации;
  3. принимает в соответствии с законом меры по обеспечению охраны окружающей среды;
6. в области обороны и чрезвычайных ситуаций:
  1. осуществляет совместно с военным центром меры по призыву граждан на срочную военную службу и военные сборы, вносит местному совету на утверждение объём финансовых средств, необходимых для организации в соответствующем населенном пункте подготовки к мобилизации и мобилизации;
  2. являясь председателем Комиссии по чрезвычайным ситуациям, принимает совместно с центральными отраслевыми органами и их общественными службами на местах меры по предупреждению и уменьшению последствий стихийных бедствий, катастроф, пожаров, эпидемий, эпифитотий и эпизоотий и в случае необходимости мобилизует для этих целей жителей, хозяйствующих субъектов и публичные учреждения населённого пункта, которые обязаны выполнить намеченные меры;
7. в других областях:
  1. поддерживает отношения сотрудничества с населёнными пунктами других стран, содействует расширению кооперации и прямых связей с ними;
  2. рекомендует местному совету кандидатуры отечественных и зарубежных физических лиц, имеющих особые заслуги, для присвоения звания почётного гражданина села (коммуны), города (муниципия).

Примар может осуществлять и иные полномочия в соответствии с законом.